# Sea Dogs (videogioco)
Sea Dogs (in russo: Корсары: Проклятие дальних морей; lett. Corsari: La Maledizione dei Mari Lontani) è un videogioco di ruolo del 2000 per Microsoft Windows sviluppato da Akella e pubblicato da Bethesda Softworks. 
Venne progettato un sequel, Sea Dogs II, che però cambiò direzione per ispirarsi a Pirati dei Caraibi anche se alcuni elementi sono totalmente estranei alla trama del film, diventando il gioco La maledizione della prima luna.

## Trama
Il gioco si svolge all'interno di un immaginario arcipelago, anche se è più volte menzionato che si trovi nei Caraibi. Sono presenti colonie francesi, spagnole, inglesi e anche dei nascondigli fortificati per pirati.
Il protagonista, Nicholas, è stato cresciuto dalla madre fin da bambino. Gli unici ricordi che ha del padre sono la sua partenza su una nave e un medaglione dorato che gli ha regalato. Nicholas cresce, e come suo padre, va in mare alla ricerca di avventure. Ben presto viene catturato dagli spagnoli, ma riesce a fuggire con una piccola nave e un equipaggio. Arrivato nella colonia inglese, inizia una nuova vita.

## Modalità di gioco
Nel gioco, il giocatore è il capitano di una nave che può essere o un corsaro o un pirata. In esso è presente un'interfaccia 3D e il gameplay è simile a Sid Meier's Pirates!.
Il giocatore può scegliere se lavorare per una qualsiasi delle tre nazioni, oltre ad iniziare la carriera di un pirata. Per far sì che la ricerca di suo padre abbia successo, il giocatore dovrà cambiare le bandiere della propria nave un tot di volte. La ricerca svelerà i segreti della storia del padre del protagonista, la sua morte e la sua eredità.

## Accoglienza
| Testata                          | Giudizio |
| -------------------------------- | -------- |
| Metacritic (media al 25-05-2020) | 71/100   |
| GameSpot                         | 7.9/10   |
| IGN                              | 85/100   |
| X-Play                           | [ 4 ]    |
| AllGame                          | [ 5 ]    |
| Computer Gaming World            | [ 6 ]    |
| Game Informer                    | 8.5/10   |
| GameSpy                          | 77%      |
| PC Gamer                         | 81%      |

Sea Dogs ha ricevuto parecchie critiche dalla sua uscita: IGN è rimasto colpito da esso, definendolo "un gioco che non si vuole perdere"; GameSpot ha invece affermato che si tratta di "un'avventura che può essere coinvolgente nonostante i tanti problemi".